# إيلي رادو
إيلي رادو (بالرومانية: Elie Radu) هو مهندس روماني، ولد في 20 أبريل 1853، وتوفي في 1913.